# Лебуайе, Фредерик
Лебуайе Фредерик (Frédérick Leboyer; 1 ноября 1918 — 25 мая 2017) — французский гинеколог, акушер, публицист, пионер «мягких родов», основоположник метода, названного его именем («метод Лебуайе»). Внедрил на Западе аюрведические приёмы детского массажа (Kumara Abhyanga).
Долгое время работал в одной из парижских клиник. По окончании медицинской практики занялся писательством в Швейцарии.

## Метод Лебуайе
Лебуайе обосновал, что ребёнок должен появляться на свет мягко, с любовью и без лишнего стресса. После уюта внутриутробного существования новорожденный должен постепенно привыкать к изменению среды обитания с водной на воздушную. Соответственно:
- Новорожденного надо положить на живот матери, чтобы он ощущал её тепло и привычный стук сердца. Это поможет младенцу отдохнуть от сильных воздействий, нагрузок и изменений, испытанных во время родов.
- Пуповина не должна перерезаться сразу после родов, она должна перестать пульсировать. Кровь, выжатая из тела младенца в плаценту во время прохождения родовых путей, должна в него вернуться. Так ребёнку легче перестроиться на самостоятельное дыхание[9].
- Ребёнку и матери даётся время, чтобы узнать друг друга с новой стороны. После этого ребёнка купают в тёплой воде и прикладывают к груди.
- Ребёнка не следует никак беспокоить, если только этого не требуют жизненно важные медицинские показания.
- Комната, где происходят роды, должна быть тёплой и затемнённой, чтобы облегчить ребёнку привыкание к новой среде[10].

Мягкий, естественный, без излишнего медицинского вмешательства способ рождения, за который ратовал Лебуайе, распространился больше в Германии, чем во Франции.

## Публикации
- Frédérick Leboyer: Geburt ohne Gewalt — ISBN 3-46634-3321
- Frédérick Leboyer: Sanfte Hände — ISBN 3-46634-4115
- Frédérick Leboyer: Die Kunst zu atmen — ISBN 3-466-34080-2
- Frédérick Leboyer: Das Fest der Geburt
- Frédérick Leboyer: Weg des Lichts
- Frédérick Leboyer: Atmen, singen, gebären — ISBN 3-530-40191-9
- Frédérick Leboyer: Das Geheimnis der Geburt (2000; franz. Si l’enfantement m'était conté, 1996)